# 吴昌硕故居 (上海市)
31°14′59″N 121°28′27″E / 31.24972°N 121.47403°E
吴昌硕故居，位于上海市靜安区北站街道山西北路457弄12号（原北山西路吉庆里）。1985年8月20日，该建筑旧址经上海市人民政府定为第三批上海市文物保护单位。

## 沿革
1910年至1927年期间，吴昌硕曾在此寓居。故居为旧式里弄三上三下石库门房屋，在上海市靜安区山西北路457弄12号。即中轴线为天井、客堂，两侧均有厢房的住宅，底层客堂用于会客室，他居二楼东厢房，前楼用作画室。1927年，他在寓所去世，之后其家属迁居他处。1985年8月20日，该建筑旧址经上海市人民政府定为第三批上海市文物保护单位。